# اووربروک (کانزاس)
اووربروک (به انگلیسی: Overbrook) شهری در ایالت کانزاس کشور ایالات متحده آمریکا است که جمعیت آن در سرشماری سال ۲۰۱۰ میلادی، ۱٬۰۵۸ نفر بوده‌است.